# Pokémon (Computerspielreihe)
Pokémon ist eine Serie von Computer-Rollenspielen des japanischen Entwicklers Game Freak und der japanischen Publisher Nintendo und The Pokémon Company. Die Reihe ist Ursprung des internationalen Medienfranchise Pokémon rund um die gleichnamigen fiktiven tierähnlichen Wesen und wurde im Laufe der Zeit um diverse Spin-off-Titel verschiedener Genres erweitert.
Kern der Marke ist die Hauptreihe, die seit 1996 in neun Generationen für Nintendos tragbare Spielkonsolen erschien. Die Spielidee stammt von Satoshi Tajiri und die ersten Spiele wurden 1996 in Japan mit Pocket Monsters Rot und Pocket Monsters Grün, international später als Pokémon Rote Edition und Blaue Edition für den Game Boy veröffentlicht. Jede der paarweise veröffentlichten Editionen einer neuen Pokémon-Generationen spielt in einer eigenen Region der Spielwelt und führt neue Arten von Pokémon und Spielmechaniken ein. Die beiden Editionen einer Generation unterscheiden sich dabei inhaltlich nur in wenigen Details und ergänzen einander in den anzutreffenden Pokémon.
Der Spieler bereist in der Rolle eines Pokémon-Trainers die jeweilige Region und lässt seine gefangenen Pokémon in rundenbasierten Kämpfen gegen wilde Pokémon und die anderer Trainer antreten und dadurch stärker werden. Ziel des Spiels ist ein Exemplar jeder anzutreffenden Spezies zu fangen und gegen die stärksten Trainer der Region zu bestehen.
Weltweit wurden über 480 Millionen Software-Einheiten der Marke abgesetzt, womit sie zu den meistverkauften Computerspielreihen gehört. Eine Übersicht aller erschienenen Titel bietet die Liste der Pokémon-Spiele.

## Spielprinzip
Der Spieler schlüpft in die Rolle eines angehenden Pokémon-Trainers, der zu Beginn des Spiels sein erstes aus drei zur Auswahl stehenden Starter-Pokémon erhält. In rundenbasierten Kämpfen lässt er seine Pokémon gegen wilde Pokémon oder die anderer Trainer antreten. Der Spieler kann wilde Pokémon einfangen und bis zu sechs von ihnen in seinem Team kämpfen lassen. Durch den Fang schaltet der Spieler auch den Eintrag zur Spezies im Pokédex frei, einem Pokémon-Lexikon. Ziel des Spiels ist neben der Vervollständigung des Pokédex den Titel des Champs, des besten Trainers der Region, zu erreichen. Dazu besucht der Spieler nacheinander die Städte der Spielwelt und fordert die Leiter von acht Arenen zu Pokémon-Kämpfen heraus. Die Siege qualifizieren den Trainer für den finalen Kampf gegen die sogenannten Top Vier der Pokémon-Liga und den aktuellen Champ.

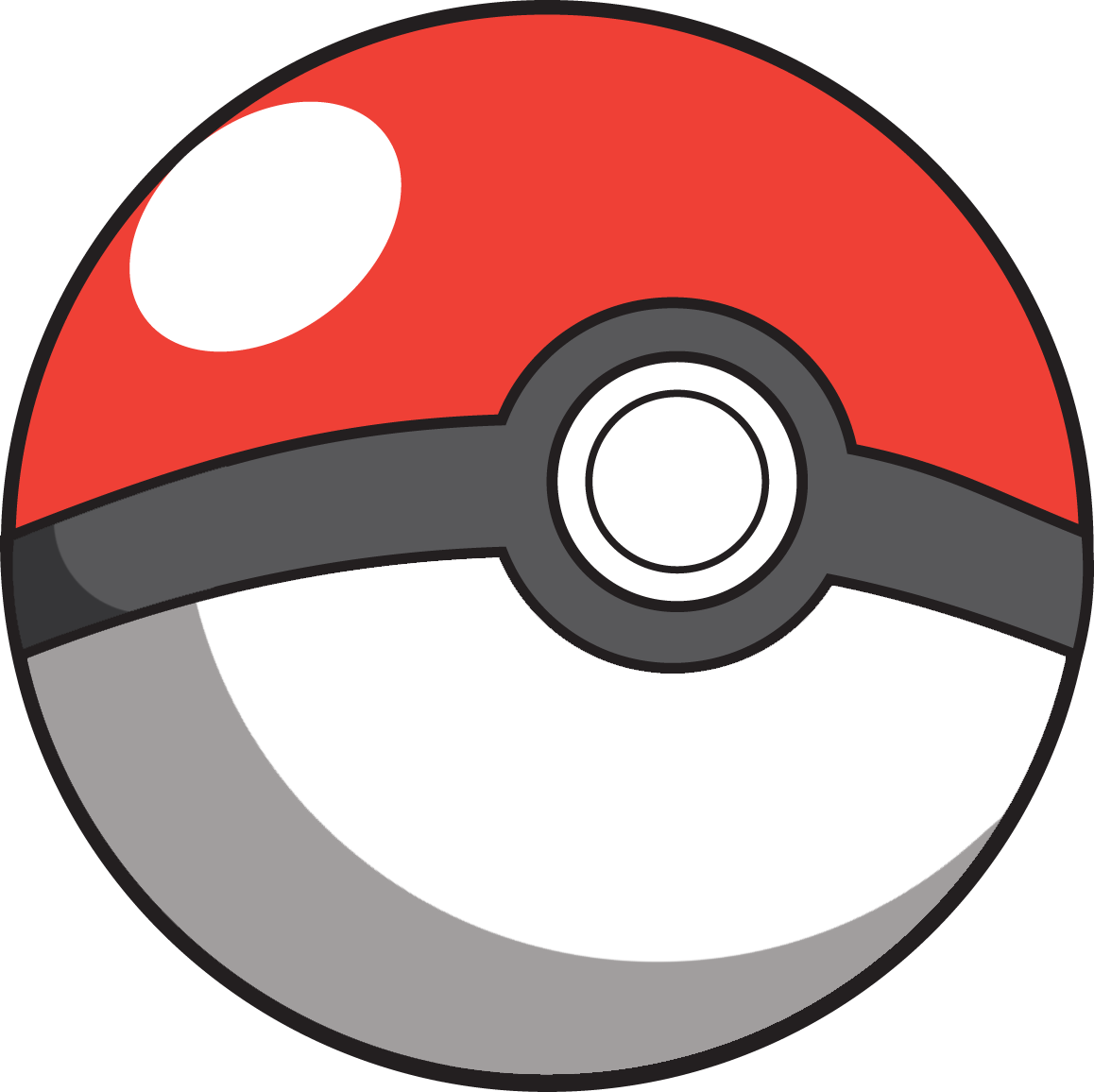
In einer Pokéball genannten Kapsel werden Pokémon gefangen und aufbewahrt.

Die Spielwelt besteht aus Dörfern, Städten und nummerierten Wegen, die diese miteinander verbinden. Um zur nächsten Stadt zu gelangen, muss der Spieler gegen wilde Pokémon und andere Trainer kämpfen. Die Routen können durch Wälder, Höhlen, Berge oder Gebäude führen, teilweise müssen zusätzliche Aufgaben erledigt werden. In der Stadt kann der Spieler nach der Ankunft das Pokémon-Center aufsuchen und sein Team heilen lassen. Im Poké-Markt können Vorräte an Pokébällen, Heiltränken und anderen Gegenständen aufgestockt werden. Wenn alle Pokémon im Team des Spielers besiegt sind, wird er in das zuletzt besuchte Pokémon-Center zurückversetzt.
Wenn ein wildes Pokémon den Spieler angreift oder er von einem anderen Trainer herausgefordert wird, wechselt das Spiel in den rundenbasierten Kampfmodus. Der Spieler versucht dann durch geschickte Auswahl der Angriffe seiner Pokémon die Lebenspunkte aller gegnerischen Pokémon auf 0 zu senken. In der Regel kämpfen zwei Pokémon gleichzeitig gegeneinander und können während des Kampfes von ihrem Trainer ausgewechselt werden. Ein Pokémon gehört einem oder mehreren von 18 Pokémon-Typen an, wie Feuer, Wasser oder Pflanze. Jeder Typ weist nach einem Schere-Stein-Papier-Prinzip spezifische Stärken und Schwächen gegenüber anderen Typen auf. Wenn ein Pokémon einen Kampf gewinnt, erhält es Erfahrungspunkte, die es in seinem Level aufsteigen und stärker werden lassen. Manche Pokémon entwickeln sich zu einer stärkeren Form, wenn sie gewisse Voraussetzungen erfüllen, wie das Erreichen eines bestimmten Levels.
Wilde Pokémon können im Kampf mit einem Pokéball eingefangen werden. Wenn der Spieler mehr Pokémon fängt, als er mit sich führen kann, werden sie in einem Computersystem zwischengelagert. Welche Pokémon außerhalb der Städte angetroffen werden, hängt von der jeweiligen Route, Spieledition und der Tageszeit ab, wobei die Spielzeit seit der zweiten Generation in Echtzeit verläuft. Gefangene Pokémon können mit Spielern derselben oder komplementären Edition, teilweise auch mit Spielern früherer Generationen über eine konsolenspezifische Verbindung getauscht werden. Vereinzelt bieten auch Nichtspielercharaktere innerhalb des Spiels einen Tausch an. Da in keiner Edition jede Pokémon-Art in der Wildnis angetroffen werden kann, ist das Tauschen notwendig, um den Pokédex zu komplettieren. Seit der zweiten Spielgeneration ist es möglich, dass sich Pokémon paaren und ein Ei hervorbringen. Der Spieler kann das Ei mit sich tragen und ausbrüten.

## Veröffentlichungen und Geschichte

### Erste Generation (1996–1999)

Die Spiele der ersten beiden Generationen tragen den Untertitel „Schnapp’ sie Dir alle!“

Am 27. Februar 1996 erschienen in Japan die Spiele Grün und Rot. Der Erfolg war so groß, dass dort am 15. Oktober 1996 die Spezialfassung Blau veröffentlicht wurde, die anfänglich exklusiv die Leser bestimmter Shogakukan-Magazine per Versand bestellen konnten. Diese Fassung enthielt neue Dialoge und eine überarbeitete Grafik. Pokémon Rote und Blaue Edition erschienen in Europa am 8. Oktober 1999. Sie beruhen auf den japanischen Spielen. Bei der Lokalisierung der Original-Spiele Grün und Rot stellte sich heraus, dass diese wegen der schlechten Qualität des Quelltextes nicht einfach nur übersetzt werden konnten, sondern neu geschrieben werden mussten. Daher verwendete man für die außerjapanischen Veröffentlichungen die Codebasis und die Grafik der japanischen Spezialfassung Blau. Die zwei so entstandenen Spiele haben die Titel Red Version und Blue Version, deren deutsche Ausgaben die Titel Rote Edition und Blaue Edition.
Die Rote Edition und die Blaue Edition enthalten zusammen 151 Pokémon. Die Handlung spielt in der Region Kanto. Der Protagonist, ein frischgebackener Trainer, der für sein erstes Pokémon die Wahl zwischen Bisasam (Pflanze/Gift), Glumanda (Feuer) und Schiggy (Wasser) hat, soll möglichst viele unterschiedliche Pokémon sammeln (Motto: Schnapp sie dir alle!) und will Meister der Pokémon-Liga werden. Auf seinem Weg muss er das Team Rocket aufhalten.
Pokémon Gelbe Edition: Special Pikachu Edition ist inhaltlich ähnlich zu den vorherigen beiden Editionen, orientiert sich aber an der Fernsehserie, sprich, das Pokémon Pikachu begleitet den Spieler auf Schritt und Tritt und bisher nur aus der Serie bekannte Charaktere tauchen im Spiel auf. Von diesen Charakteren erhält man schon in einer recht frühen Phase des Spiels das Feuer-Pokémon Glumanda, das Pflanzen-Pokémon Bisasam und das Wasser-Pokémon Schiggy. Der Spieler muss sich also nicht wie in der Roten und Blauen Edition am Anfang zwischen diesen Pokémon entscheiden, sondern man erhält alle drei. Das Spiel ist außerdem mit dem Game Boy Printer kompatibel und enthält das Minispiel Pikachus Strand.
Als Spin-offs der ersten Generation erschienen Pokémon Pinball und eine Umsetzung des Pokémon-Sammelkartenspiels für Game Boy Color sowie die Nintendo-64-Spiele Pokémon Snap, Pokémon Puzzle League und Pokémon Stadium.

### Zweite Generation (1999–2002)
Die Goldene und die Silberne Edition erschienen am 6. April 2001 in Europa. Sie enthalten zusammen 100 neue Pokémon. Die Handlung spielt in der Region Johto, jedoch ist es auch möglich, die Region Kanto zu bereisen. Der Protagonist, ein frischgebackener Trainer, der für sein erstes Pokémon die Wahl zwischen Endivie (Pflanze), Feurigel (Feuer) und Karnimani (Wasser) hat, will Meister der Pokémon-Liga werden. Auf seinem Weg muss er das Team Rocket aufhalten. Neben der besseren Game-Boy-Color-Grafik verfügen die Editionen über eine integrierte Uhr für einen Tag-und-Nacht-Wechsel in Echtzeit und verschiedene damit zusammenhängende Spielereignisse, wie dass bestimmte Pokémon nur zu gewissen Tageszeiten anzutreffen sind. Das Spiel führt zwei neue Pokémon-Typen, die Unterscheidung zwischen männlichen und weiblichen Pokémon, die Möglichkeit der Pokémon-Zucht und die Möglichkeit, Pokémon Items tragen zu lassen, ein. Der Protagonist verfügt über einen PokéCom mit Uhr-, Radio-, Telefon- und Karten-Funktion.
Die Kristall-Edition erschien in Europa am 1. November 2001. Inhaltlich nahezu identisch zu den anderen beiden Editionen, bezieht sich die Geschichte nun mehr auf eines der drei legendären Pokémon dieses Spiels, das legendäre Pokémon Suicune, das von Eusine, einem Pokémon-Sammler, gejagt wird. Erstmals kann ein Mädchen als Heldin gewählt werden. Zudem sind die Sprites überarbeitet worden und jedes Pokémon erhielt eine kurze Kampfanimation. Die japanische Version war über einen Adapter für Mobiltelefone online spielbar, der jedoch nur in Japan erhältlich war.
Als Spin-offs der zweiten Generation wurden Pokémon Puzzle Challenge für Game Boy Color und Pokémon Stadium 2 für Nintendo 64 veröffentlicht. Darüber hinaus erschien die Handheld-Konsole Pokémon Mini.

### Dritte Generation (2002–2006)
Die Rubin-Edition und die Saphir-Edition enthalten zusammen 135 neue Pokémon. Die Handlung spielt in der fiktiven Region Hoenn. Der Protagonist, ein Trainer-Neuling, der für sein erstes Pokémon die Wahl zwischen Flemmli (Feuer), Geckarbor (Pflanze) und Hydropi (Wasser) hat, will Meister der Pokémon-Liga werden. Auf seinem Weg muss er das Team Magma/Aqua daran hindern, ein legendäres Pokémon – Groudon/Kyogre – zu erwecken, das die Land-/Wassermassen des Planeten vergrößern kann. Neu ist die Möglichkeit, Beeren anzupflanzen, Pokériegel daraus zu mixen, mit diesen die Pokémon-Attribute Schönheit, Coolness, Anmut, Klugheit und Stärke zu verbessern und die Pokémon anschließend an Wettbewerben teilnehmen zu lassen, in denen sie Bänder gewinnen können. Außerdem ist es erstmals möglich, sich eine Geheimbasis einzurichten und Zwei-gegen-zwei-Pokémon-Kämpfe auszutragen. Des Weiteren ist es möglich, diese Spiele mit Pokémon Colosseum und der exklusiven Pokémon Box zu verbinden.
Die Feuerrote Edition und die Blattgrüne Edition sind Remakes der japanischen Editionen Grün und Rot mit einer Grafik entsprechend den Editionen Rubin und Saphir, auf die auch Pokémon übertragen werden können. Auch sind einige Pokémon aus der Goldenen Edition, der Silbernen Edition, der Rubin-Edition und der Saphir-Edition zu finden. Es wurden viele neue Details hinzugefügt und das Gebiet beschränkt sich nicht nur auf Kanto, sondern beinhaltet auch die Sevii-Eilande. Mit Tickets kann man Deoxys, Lugia und Ho-Oh fangen. Die europäischen Versionen enthielten den Wireless-Adapter.
Die Smaragd-Edition erschien am 16. September 2004 in Japan und am 1. Mai 2005 in den USA. Inhaltlich entspricht diese den Editionen der Rubin-Edition und der Saphir-Edition, jedoch gibt es einige Neuerungen. Neben neuen Grafiken und Animationen sind neue Orte im Spiel enthalten. Darunter der große Themenpark Kampfzone. Auch ist das Spiel kompatibel mit dem Wireless-Adapter, der in der japanischen Version der Packung enthalten ist. Eine Verbindung mit Pokémon Colosseum ist ebenfalls möglich.

### Vierte Generation (2006–2010)

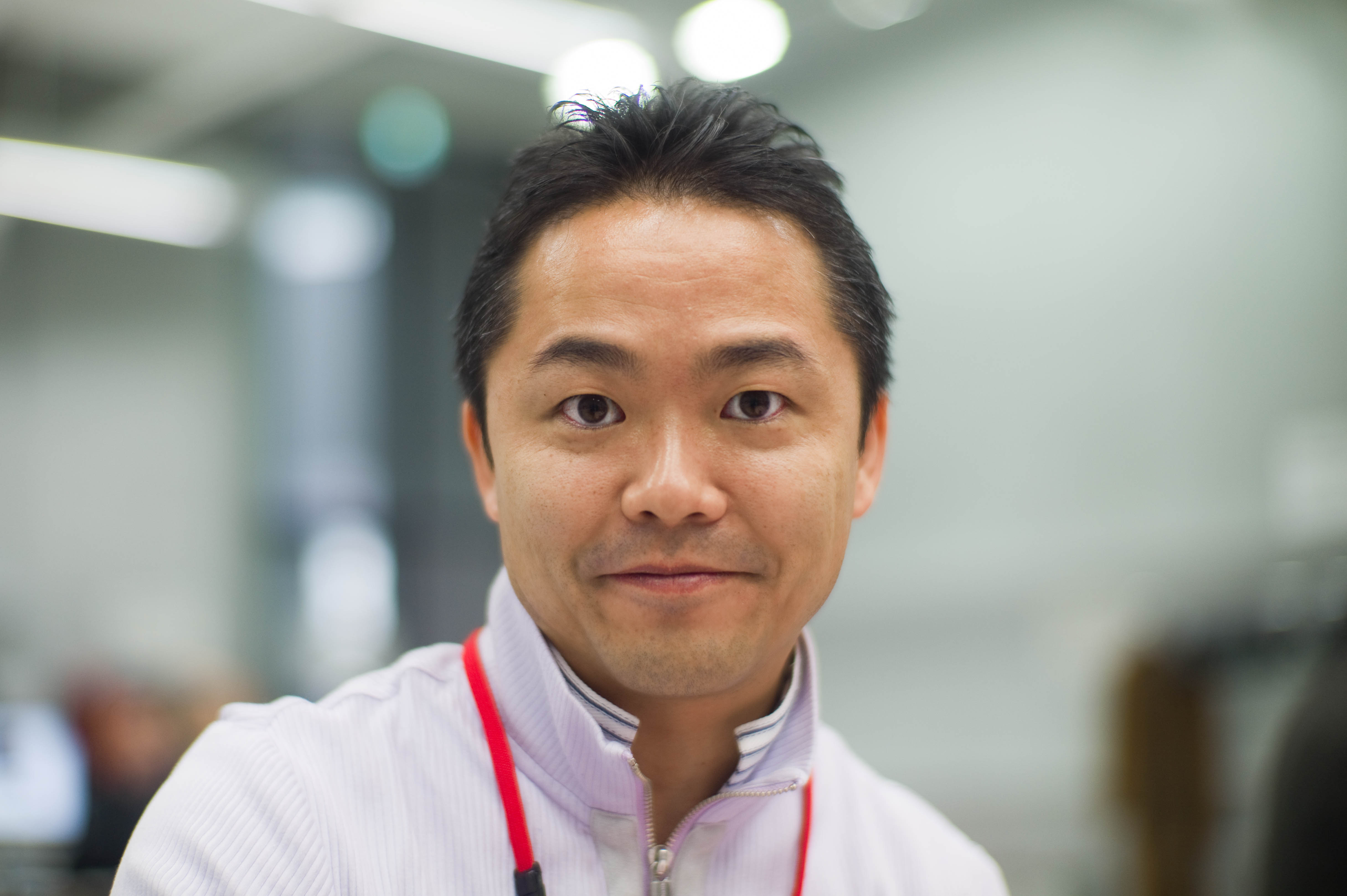
Entwickler und Komponist mehrerer Pokémon-DS-Spiele Junichi Masuda

Die Pokémon Diamant-Edition und Pokémon Perl-Edition enthalten zusammen 107 neue Pokémon. Die Handlung spielt in der Region Sinnoh, die der japanischen Insel Hokkaidō nachempfunden und größer als alle vorherigen ist. Der Protagonist, ein frischgebackener Trainer, der für sein erstes Pokémon die Wahl zwischen Chelast (Pflanze), Panflam (Feuer) und Plinfa (Wasser) hat, will Meister der Pokémonliga werden. Auf seinem Weg muss er das Team Galaktik daran hindern, mithilfe dreier legendärer Pokémon – Selfe, Tobutz und Vesprit (die für Wissen, Stärke und Emotion stehen) – ein anderes legendäres Pokémon zu erwecken. Welches Pokémon das ist, hängt allerdings von der Edition ab: In der Perl-Edition handelt es sich um Palkia, das die Kontrolle über den Raum ausübt, und in der Diamant-Edition wird der Spieler mit Dialga, das die Zeit kontrollieren kann, konfrontiert.
Pokémon Platin-Edition wurde am 15. Mai 2008 in der japanischen Zeitschrift CoroCoro Comic angekündigt. Als Sonderedition der Diamant-Edition und der Perl-Edition enthält es eine veränderte Kampfoberfläche sowie ein neues Outfit für den Protagonisten. Zusätzlich wurden Bilder der Pokémon im Pokédex erneuert. Giratina ist das Titel-Pokémon, das in seiner „Urform“ auftritt und in der Zerrwelt gefangen werden kann. Weiterhin besitzt Shaymin die sogenannte Zenitform, für Rotom sind fünf weitere Formen durch einen Geheimschlüssel erhältlich. Letzterer war für die japanischen Versionen des Spiels bis zum 4. November 2008 via Wi-Fi zugänglich. Neben optischen Veränderungen der Basen Team Galaktiks wird der Spieler auch auf dem Kraterberg mit ihnen konfrontiert. Zu neuen oder erneuerten Orten wurden auch neue Personen, wie etwa Galaktik-Professor Charon oder Polizist LeBelle hinzugefügt. Die GTS wurde überarbeitet und trägt nun den Namen Global Terminal. Über Wi-Fi können sowohl Minispiele gespielt werden, als auch neue Räume besucht werden. Von Raum zu Raum bewegt sich der Protagonist mit Schiffen, beispielsweise einem Glurak-Schiff.
Pokémon Goldene Edition HeartGold und Silberne Edition SoulSilver sind Neufassungen der Goldenen Edition und der Silbernen Edition, die im Mai 2009 angekündigt wurden und in Japan am 12. September 2009 und in Europa am 26. März 2010 erschienen, fast genau zehn Jahre nach Erscheinen der Originale. Es gibt viele Neuerungen im Vergleich zu den Originalspielen, zum Beispiel ist die Grafik auf den Stand der vierten Spielegeneration gebracht worden. Der Stand der Effekte wurde auch noch mehr erweitert, zum Beispiel, dass man in der Nähe des Wassers das Rauschen des Wassers hören kann. Sonst gibt es noch viele neue Orte und Funktionen.

### Fünfte Generation (2010–2013)
Pokémon Schwarze Edition und Pokémon Weiße Edition wurden am 29. Januar 2010 angekündigt und am 18. September 2010 in Japan veröffentlicht. In Europa erschien es am 4. März 2011. Junichi Masuda von GameFreak schrieb in seinem Blog, dass man versuchen würde, mit den neuen Spielen die Verkäufe der Diamant-Edition und der Perl-Edition zu übertreffen. Er war außerdem in der TV-Sendung Pokémon Sunday am 7. Februar zu Besuch. In dieser Sendung wurde die Silhouette eines völlig neuen Pokémon gezeigt, das eine Schlüsselrolle im 13. Pokémon-Film spielt. Die Identität des neuen Pokémon sollte in der übernächsten Sunday-Sendung am 21. Februar enthüllt werden, jedoch wurden noch vor dem 21. Scans des japanischen Magazins CoroCoro veröffentlicht. Diese zeigten das Pokémon namens Zoroark. Ebenso wurde ein Bild der Vorentwicklung Zorua gezeigt. Außerdem wurden am 16. Mai die drei Startpokémon Serpifeu, Floink, Ottaro in der japanischen Sendung Pokémon Sunday veröffentlicht. Nachdem auf der offiziellen Website die beiden legendären Pokémon Reshiram und Zekrom sowie in der Juli-Ausgabe von CoroCoro sieben weitere Pokémon vorgestellt worden sind, sind nach Erscheinung der Spiele am 18. September in Japan nun alle 156 neuen Pokémon bekannt. Neben den neuen Pokémon wurden außerdem weitere Attacken und Fähigkeiten eingeführt. Die Handlung spielt in der neuen Region Einall. Dabei muss die Verbrecherorganisation Team Plasma besiegt werden, welche alle Pokémon ihren Besitzern entreißen wollen.
Die Schwarze Edition 2 und Weiße Edition 2 wurden am 26. Februar 2012 im Rahmen der Sendung Pokémon Smash! als Nachfolgeeditionen von Schwarz und Weiß für den Nintendo DS angekündigt. Sie sind am 23. Juni 2012 in Japan und am 12. Oktober 2012 in Deutschland erschienen. Die Hauptrollen spielen dabei das Schwarze und das Weiße Kyurem. In den USA waren die Spiele ab dem 7. Oktober 2012 erhältlich. Pokémon Schwarze Edition 2 und Weiße Edition 2 beinhalten verglichen mit den Vorgängereditionen eine komplett neue Handlung und Sonderfunktionen für den 3DS und DSi.

### Sechste Generation (2013–2016)
Pokémon X und Pokémon Y leiteten die sechste Generation der Pokémon-Spiele ein. Die Spiele wurden von Satoru Iwata am 8. Januar 2013 in einer Nintendo-Direct-Ausstrahlung angekündigt. Sie erschienen weltweit gleichzeitig am 12. Oktober 2013 für den Nintendo 3DS. Die Handlung spielt in der Region Kalos. Als Seriennovum enthalten diese Editionen vollständig dreidimensionale Spielumgebungen. Weitere Neuerungen sind beispielsweise die Einführung des neuen Pokémon-Typen Fee, die Möglichkeit Pokémon über den Touchscreen zu pflegen und die Möglichkeit, den eigenen Charakter durch Auswahl der Haarfarbe und Kleidung etwas individueller zu gestalten. Auch wurden neue Kampfarten eingeführt, wie die Himmelskämpfe für fliegende Pokémon oder Massenbegegnungen, bei denen mehrere Pokémon auf einmal im hohen Gras angetroffen werden können.
Wie auch in den Spielen zuvor will der Protagonist Pokémon-Meister werden. Diesmal hat er die Auswahl zwischen Froxy (Wasser), Fynx (Feuer) und Igamaro (Pflanze). Auf seiner Reise zur Pokémon-Liga muss man das Team Flare bekämpfen.
Pokémon Omega Rubin und Pokémon Alpha Saphir sind Neuauflagen der Editionen Rubin und Saphir, die am 7. Mai 2014 angekündigt wurden und am 28. November 2014 in Deutschland erschienen. Die Spiele führen den Spieler erneut in die bereits aus der dritten Spielgeneration bekannte Hoenn-Region. Neben den konventionellen rundenbasierten Kämpfen, bei denen wie auch in den Vorgängereditionen Pokémon X und Pokémon Y teilweise der 3D-Effekt der Spielkonsole zum Einsatz kommt, hält auch wieder das Wettbewerbs-Feature Einzug ins Spielgeschehen. Hier gilt es, mit seinen Pokémon vor versammeltem Publikum inklusive Jury aufzutreten und dabei möglichst viele Attacken so schön und elegant wie möglich einzusetzen. Wie üblich begegnet der Spieler im Verlauf des Abenteuers je nach Edition einer von zwei Verbrecherorganisationen: Team Aqua oder Team Magma, die jeweils unterschiedliche Interessen verfolgen. Beide stören dadurch jedoch das Ökosystem der Hoenn-Region. Die Aufgabe des Spielers wird es sein, die beiden Gruppierungen aufzuhalten und die legendären Pokémon Groudon und Kyogre zu zähmen. Diese werden in zwei neuen Formen auftreten, in die sie sich via Protomorphose verwandeln können, um so ihre einstige Macht wiederzuerlangen.

### Siebte Generation (2016–2019)
Pokémon Sonne und Pokémon Mond läuteten die siebte Pokémon-Generation ein und wurden am 26. Februar 2016 im Rahmen einer Pokémon-Direct angekündigt, die zu Ehren des 20-jährigen Jubiläums von Pokémon ausgestrahlt wurde. Die Spiele erschienen weltweit (außer Europa) am 18. November 2016. In Europa erschienen die Spiele fünf Tage später am 23. November 2016. Mit der tropischen Alola-Region wird eine neue, an Hawaii angelehnte Region eingeführt. Die Alola-Region besteht aus vier Inseln natürlichen Ursprungs (Mele-Mele, Akala, Ula-Ula, und Poni) und der künstlich, im Meer angelegten Privatinsel der Æther Foundation, dem Æther-Paradies. Wie bei den Vorgängern Pokémon X und Y ist die auffälligste Neuerung der Spiele ihre grafische Gestaltung. Die 3D-Animierung ist noch detailreicher. In Kämpfen sind nun auch die Trainer hinter ihren Pokémon und eine noch feinere Gestaltung der Kampfumgebungen zu sehen. Des Weiteren wird das in der sechsten Generation neu eingeführte Pokémon-Reiten weiter ausgebaut und in Pokémobil umbenannt. Auch das bei den Vorgängern neu eingeführte Feature Pokémon Ami wurde durch weitere Funktionen erweitert und in Poképause umbenannt. Außerdem gibt es auf Alola neue Formen von bereits bekannten Pokémon, diese Formen heißen Alola-Form und treten ausschließlich nur in Alola auf. Eine wichtige Änderung ist, dass das bisher bekannte System die Arenaleiter herauszufordern geändert wurde und stattdessen Insel-Prüfungen absolviert werden müssen.
Pokémon Ultrasonne und Pokémon Ultramond wurden am 17. November 2017 weltweit veröffentlicht. Während diese Spiele erneut in der Alola-Region spielen, wurde die Handlung leicht überarbeitet. So liegt der Fokus nicht mehr auf der Präsidentin der Æther Foundation, Samantha, sondern auf dem Pokémon Necrozma als Antagonist. Außerdem kam mit Ultrasonne und Ultramond das sogenannte Ultra-Forschungsteam hinzu. Abgesehen von leicht umgeschriebenen Dialogen einiger Charaktere, der Rolle von Necrozma und dem Ultra-Forschungsteam, aber auch der erweiterten Ultra-Dimensionen, hat sich in der Handlung von Ultrasonne und Ultramond im Vergleich zu Sonne und Mond nicht allzu viel verändert.
Pokémon: Let’s Go, Pikachu! und Pokémon: Let’s Go, Evoli! wurden am 16. November 2018 veröffentlicht. Sie basieren auf der Gelben Edition, haben aber auch Elemente der sechsten und siebten Generation, wie z. B. abgeschaffte VMs oder Mega-Entwicklungen. Wie in der Gelben Edition wird das Starter-Pokémon nicht in einem Pokéball bewahrt, sondern den Spielcharakter frei begleiten. Die Starter-Pokémon sind Pikachu und Evoli, die man mit dem Kauf der namensgebenden Edition wählt. Pikachu sitzt auf der Schulter des Spielers, ähnlich wie das Pikachu von Ash aus dem Anime, Evoli auf dem Kopf. Indem die Joy-Con geteilt werden, kann das Spiel auch zu zweit gespielt werden, indem der zweite Spieler einen zweiten Joy-Con schüttelt. Spieler 2 kann Spieler 1 auch während eines Fangs oder eines Kampfes beitreten. Der Fangmechanismus ist von Pokémon Go übernommen und unterscheidet sich zu den bisher erschienenen Pokémon-Spielen der Hauptreihe. Laut dem Produzenten vieler Pokémon-Spiele zuvor, Jun’ichi Masuda, sind Pokémon: Let’s Go, Pikachu! und Let’s Go, Evoli! die letzten Spiele, in denen er als Produzent fungierte.

### Achte Generation (2019–2022)
Pokémon Schwert und Pokémon Schild wurden am 13. Juni 2017, noch vor Pokémon Let’s Go, Pikachu! und Let’s Go, Evoli! als Pokémon Switch auf dem Nintendo-Spotlight-Event während der E3 2017 angekündigt und am 15. November 2019 veröffentlicht. Die ersten Spiele der achten Generation beinhalten neue Pokémon und sind in der an Großbritannien angelehnten Region Galar angesiedelt. Dazu gibt es die neue „Dynamaximierunɡ“ als Feature im Kampf und in Arenen. Die Spiele umfassen bereits zwei Erweiterungen, welche neue Regionen und weitere Pokémon freischalten.
Anlässlich des 25-jährigen Markenjubiläums wurden am 26. Februar 2021 Neuauflagen der Editionen Diamant und Perl angekündigt. Pokémon Strahlender Diamant und Pokémon Leuchtende Perle erschienen weltweit am 19. November 2021. Das gleichzeitig angekündigte Pokémon-Legenden: Arceus wurde am 28. Januar 2022 veröffentlicht. Dieses erste Action-Rollenspiel mit Open-World-Ansätzen leitete die neue Pokémon-Legenden-Reihe ein. Es spielt in der Hisui-Region, einem an das mittelalterliche Japan angelehnten Vorläufer der Region Sinnoh aus Diamant und Perl. In Arceus rückt die Vervollständigung des Pokédex als Ziel des Spiels in den Fokus. Der Spieler kann Pokémon fangen, ohne zuvor einen Kampf zu initiieren.
Ein Remake von Pokémon Mystery Dungeon: Team Rot und Team Blau wurde 2020 als Pokémon Mystery Dungeon: Retterteam DX veröffentlicht. Mit New Pokémon Snap erschien 2021 ein Nachfolger des 1999 erschienenen Pokémon Snap.

### Neunte Generation (seit 2022)
Pokémon Karmesin und Pokémon Purpur wurden am 27. Februar 2022 im Rahmen einer Pokémon-Presents-Videopräsentation als Hauptspiele der neunten Pokémon-Spielegeneration angekündigt und sind erstmals in der Reihe als Open-World-Spiele konzipiert. Die Spiele erschienen am 18. November 2022, zwei Erweiterungen im September und Dezember 2023.
Im Februar 2024 kündigte The Pokémon Company mit Pokémon-Legenden: Z-A einen zweiten Teil der mit Pokémon-Legenden: Arceus gestarteten Pokémon-Legenden-Reihe an. Für diesen wurde 2025 als Veröffentlichungsjahr gesetzt.

## Stadium-Reihe

### Pokémon Stadium
Pokémon Stadium (jap. ポケモンスタジアム２, Pokemon Sutajiamu 2) ist ein rundenbasiertes Kampfspiel, in dem Pokémon-Wettkämpfe in 3D ausgetragen werden. In verschiedenen Turnieren schickt der Spieler seine Pokémon gegen die anderer Trainer in den Kampf. Mittels Transfer Pak lassen sich auch Pokémon der Editionen Rot, Blau und Gelb auf das Nintendo-64-Modul übertragen und im Kampf einsetzen oder das Game-Boy-Spiel auf dem TV-Bildschirm spielen. Außerdem sind mehrere Minispiele enthalten. In Japan trägt das Spiel den Namen Pokémon Stadium 2, da dort bereits ein Pokémon Stadium erschienen war, in dem aber nicht alle Pokémon verfügbar waren, sodass es nicht außerhalb Japans verkauft wurde.

### Pokémon Stadium 2
Pokémon Stadium 2 (jap. ポケモンスタジアム金銀, Pokemon Sutajiamu Kin/Gin) ist eine erweiterte Version von Pokémon Stadium. Sie unterstützt neben den Game-Boy-Editionen auch die Game-Boy-Color-Editionen und bietet einige weitere Neuerungen. Das Spiel ist nicht zu verwechseln mit dem japanischen Pokémon Stadium 2, welches dem amerikanischen/europäischen Pokémon Stadium entspricht. Dieses Spiel heißt in Japan Pokémon Stadium Gold und Silber (oder auch Pokémon Stadium 3).

## Rezeption
| Spiel                                            | GameRankings | Metacritic    | Verkaufte Einheiten |
| ------------------------------------------------ | ------------ | ------------- | ------------------- |
| Pokémon Rot und Blau                             | 88 %         | –             | 31,37 Mio.          |
| Pokémon Gelb                                     | 85 %         | –             | 14,64 Mio.          |
| Pokémon Gold und Silber                          | 90 %         | –             | 23,73 Mio.          |
| Pokémon Kristall                                 | 80 %         | –             | 6,39 Mio.           |
| Pokémon Rubin und Saphir                         | 84 %         | 82/100        | 16,22 Mio.          |
| Pokémon Feuerrot und Blattgrün                   | 81 %         | 81/100        | 12 Mio.             |
| Pokémon Smaragd                                  | 77 %         | 76/100        | 6,32 Mio.           |
| Pokémon Diamant und Perl                         | 85 %         | 85/100        | 17,67 Mio.          |
| Pokémon Platin-Edition                           | 83 %         | 83/100        | 7,06 Mio.           |
| Pokémon HeartGold und SoulSilver                 | 88 %         | 87/100        | 12,72 Mio.          |
| Pokémon Schwarz und Weiß                         | 86 %         | 87/100        | 15,64 Mio.          |
| Pokémon Schwarz 2 und Weiß 2                     | 81 %         | 80/100        | 7,63 Mio.           |
| Pokémon X und Y                                  | 87 %         | 87/100 88/100 | 16,45 Mio.          |
| Pokémon Omega Rubin und Alpha Saphir             | 84 %         | 83/100 82/100 | 14,27 Mio.          |
| Pokémon Sonne und Mond                           | 88 %         | 87/100        | 16,18 Mio.          |
| Pokémon Ultrasonne und Ultramond                 | 83 %         | 84/100        | 8,77 Mio.           |
| Pokémon: Let’s Go, Pikachu! und Let’s Go, Evoli! | 78 %         | 79/100 80/100 | 15,07 Mio.          |
| Pokémon Schwert und Schild                       | 83 %         | 80/100        | 26,72 Mio.          |
| Pokémon Strahlender Diamant und Leuchtende Perle | –            | 73/100        | 14,92 Mio.          |
| Pokémon-Legenden: Arceus                         | –            | 83/100        | 14,83 Mio.          |
| Pokémon Karmesin und Purpur                      | –            | 72/100 71/100 | 26,79 Mio.          |

IGN kürte 2023 HeartGold und SoulSilver in einem retrospektiven Vergleich zu den „besten Pokémon-Spielen aller Zeiten“, gefolgt von Schwarz 2 und Weiß 2 auf Platz zwei und Feuerrot und Blattgrün auf dem dritten Platz der Aufstellung. Die Remakes der ohnehin „beinahe perfekten“ zweiten Generation Gold, Silber und Kristall würden die Originale in Kombination mit der moderneren Technik der vierten Generation in jeder Hinsicht übertreffen. Nach ähnlichen Betrachtungen von GamesRadar und GameSpot gebührt der Titel den Originalspielen der zweiten Generation.
Weltweit wurden über 480 Millionen Software-Einheiten der Marke abgesetzt.